# Chris Goodwin
Chris Goodwin (ur. 10 marca 1967 w Guildford) – brytyjski kierowca wyścigowy, szef działu kierowców testowych zespołu McLaren w Formule 1 oraz komentator wyścigów Formuły 1 i GP2 w ESPN.

## Życiorys
Goodwin rozpoczął karierę w międzynarodowych wyścigach samochodowych w 1988 roku od startów w wyścigu Festiwalu Formuły Ford, który ukończył na osiemnastym miejscu. W późniejszych latach Brytyjczyk pojawiał się także w stawce Formuły Ford 1600 Dunlop/Autosport "Star of Tomorrow", Brytyjskiej Formuły Renault, Brytyjskiej Formuły 3000, British Touring Car Championship, Global GT Championship, FIA GT Championship, British GT Championship, American Le Mans Series, Autobytel Lotus Sport Elise, European Le Mans Series, European Touring Car Championship, 1000 km Le Mans, FIA GT3 Ferrari Manufacturers Cup, FIA GT3 European Championship, International GT Open, Sportscar Winter Series, 24-godzinnego wyścigu Le Mans, 24h Nürburgring oraz Blancpain Endurance Series.